# Leopoldo Nachbin
Leopoldo Nachbin (Recife, 7 de janeiro de 1922 – Rio de Janeiro, 3 de abril de 1993) foi um matemático brasileiro.
Conhecido pelo Teorema de Nachbin e considerado um dos mais representativos matemáticos brasileiros, é membro fundador do Instituto Nacional de Matemática Pura e Aplicada (IMPA) e do Centro Brasileiro de Pesquisas Físicas (CBPF).
Teve três filhos, entre eles o jornalista Luís Nachbin e o também matemático André Nachbin.

## Vida
Filho do judeu polonês Jacob Nachbin e da judia austríaca Léa Drechter Nachbin, Leopoldo Nachbin nasceu na cidade do Recife, capital de Pernambuco, no dia 7 de janeiro de 1922. Casou-se com Maria da Graça Mousinho, com quem teve três filhos.
Na sua infância e adolescência no Recife, foi amigo inseparável de Clarice Lispector, e aparece na crônica As Grandes Punições, da escritora, no Jornal do Brasil, em 1967.

## Vida acadêmica
Estimulado por Luís Freire, se mudou para o Rio de Janeiro, onde graduou-se em engenharia civil, em 1943, pela Escola Nacional de Engenharia da Universidade Federal do Rio de Janeiro (UFRJ). Em 1948, foi estudar na Universidade de Chicago, onde esteve em contato com matemáticos renomados, como André Weil, Jean Dieudonné, Marshall Harvey Stone e Laurent Schwartz.
Foi um dos primeiros matemáticos brasileiros a receber bolsa de estudo de uma instituição americana e também o primeiro matemático a receber o prêmio Moinho Santista, em 1962, dado a cientistas brasileiros de destaque.
Segundo o próprio, seu trabalho mais importante é o estudo dos espaços Hewitt-Nachbin. Teve quatro livros editados no exterior e quase cem artigos publicados em revistas de matemática nos Estados Unidos e na Europa principalmente.
Foi palestrante convidado do Congresso Internacional de Matemáticos (ICM) em Estocolmo (1962: Resultats recents et problemes de nature algebrique en theorie de l´approximation), sendo o primeiro brasileiro palestrante do ICM.

## Obras
- Haar Integral, Van Nostrand 1965
- Topology and Order, Krieger 1976
- Elements of approximation theory, Van Nostrand 1967, Krieger 1976
- Introduction to functional analysis, Banach spaces, and differential calculus, Dekker 1981
- Topology of spaces of holomorphic mappings, Springer Verlag 1969
- Holomorphic functions, domains of holomorphy and local properties, North Holland 1970
- A theorem of the Hahn-Banach type for linear transformations, Transactions American Mathematical Society, Volume 68, 1950, p. 28